# Gorni Domlean, Plovdiv
Gorni Domlean (în bulgară Горни Домлян) este un sat în comuna Karlovo, regiunea Plovdiv,  Bulgaria. 

## Demografie
Componența etnică a satului Gorni Domlean
     Romi (13,29%)
     Bulgari (80,89%)
     Nicio identificare (5,8%)
     Altele (0%)
La recensământul din 2011, populația satului Gorni Domlean era de 534 locuitori. Din punct de vedere etnic, majoritatea locuitorilor (80,89%) erau bulgari, cu o minoritate de romi (13,29%). Pentru 5,8% din locuitori nu este cunoscută apartenența etnică.